# Phalanta
Genre
Le genre Phalanta regroupe des espèces de lépidoptères (papillons) de la famille des Nymphalidae et de la sous-famille des Heliconiinae.

## Dénomination
Le nom Phalanta a été donné par Horsfield en 1829.
Synonyme : Atella (Doubleday, 1847)
En anglais ce sont les Leopards.

## Espèces
- Phalanta alcippe (Stoll, 1782)le Small Leopard, à Ceylan, en Inde dans les Ghats occidentaux, en Malaisie, aux Philippines et aux Moluques.
  - Phalanta alcippe alcippe
  - Phalanta alcippe alcesta (Corbet, 1941) en Malaisie
  - Phalanta alcippe alcippina (Fruhstorfer)
  - Phalanta alcippe andamana (Fruhstorfer)
  - Phalanta alcippe arruanae (Felder, 1860)
  - Phalanta alcippe asinia (Fruhstorfer) à Timor.
  - Phalanta alcippe aurica (Eliot, 1978)
  - Phalanta alcippe alcippoides (Moore, 1900) en Inde, Thaïlande, sud de la Birmanie, à Sumatra et Bornéo.
  - Phalanta alcippe bellona (Howarth)
  - Phalanta alcippe celebensis (Wallace)
  - Phalanta alcippe cervina (Butler, 1876)
  - Phalanta alcippe cervinides (Fruhstorfer, 1904)
  - Phalanta alcippe ceylonica (Mander)  à Ceylan
  - Phalanta alcippe denosa (Fruhstorfer
  - Phalanta alcippe drepana (Fruhstorfer) à Java.
  - Phalanta alcippe enganica (Fruhstorfer)
  - Phalanta alcippe ephyra (Godman et Salvin)
  - Phalanta alcippe floresiana (Fruhstorfe)
  - Phalanta alcippe fraterna (Moore)
  - Phalanta alcippe kinitis (Fruhstorfer) dans l'Est de la Nouvelle-Guinée.
  - Phalanta alcippe omarion (Fruhstorfer)
  - Phalanta alcippe pallidior (Staudinger)
  - Phalanta alcippe quinta (Fruhstorfer)
  - Phalanta alcippe rennellensis (Howarth)
  - Phalanta alcippe semperi (Moore) aux Philippines.
  - Phalanta alcippe tiomana (Corbet, 1937)
  - Phalanta alcippe violetta (Fruhstorfer) aux Philippines.
- Phalanta eurytis (Doubleday, 1847) en Afrique.
  - Phalanta eurytis eurytis African Leopard Fritillary  en Afrique tropicale.
  - Phalanta eurytis microps (Rothschild et Jordan, 1903) en Éthiopie et au Soudan.
- Phalanta gomensis (Dufrane, 1945)
- Phalanta madagascariensis (Mabille, 1887) à Madagascar.
- Phalanta phalantha (Drury, 1773) en Afrique, Sud de l'Asie, au Japon, aux Philippines et Australie.

- - Phalanta phalantha phalantha

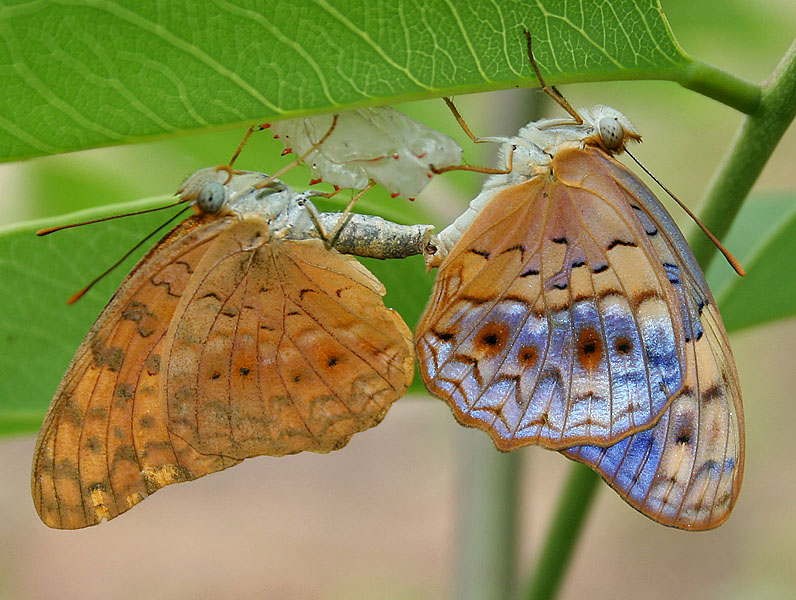
Phalanta phalantha

  - Phalanta phalantha aethiopica (Rothschild et Jordan, 1903) le Common Leopard Fritillary en Afrique tropicale, à Madagascar, aux Seychelles et aux Comores.
  - Phalanta phalantha araca (Waterhouse et Lyell, 1914) à Darwin.
  - Phalanta phalantha columbina (Cramer) Sud de la Chine et Taïwan.
  - Phalanta phalantha granti (Rothschild et Jordan, 1903)
  - Phalanta phalantha luzonica (Fruhstofer) aux Philippines
- Phalanta philiberti (de Joannis, 1893) aux Seychelles[1].

## Liste d'espèces
Selon NCBI (7 août 2010) :
- Phalanta madagascariensis
- Phalanta phalantha Drury 1773